# Manuel Raspall
Manuel Joaquim Raspall i Mayol (Barcelona, 24 de mayo de 1877-La Garriga, 15 de septiembre de 1937) fue un arquitecto español, representante del movimiento modernista y novecentista catalán.
Arquitecto de un modernismo tardío, no llegó a tener la fama de sus precesores y maestros Domènech i Montaner o Puig i Cadafalch que habían disfrutado del interés de las grandes fortunas y los mecenas entre sus clientes. Aun así, Manuel Raspall supo adaptarse a un tiempo cambiante y su obra va del modernismo al novecentismo, acabando en un Arte déco incipiente, construyendo lo que tocaba en cada momento y evolucionando de estilo y de tipo de edificación. Sus obras principales en la Garriga y Cardedeu, hoy consideradas de Interés Cultural, estuvieron a punto de ser destruidas en los años 70. De hecho, casi un 60 % de los más de 750 proyectos firmados han desaparecido. Manuel Raspall, además, actuó como urbanista, puesto que fue arquitecto municipal de La Ametlla, La Garriga, Caldes de Montbui y Granollers en un periodo de crecimiento que forzó a estos municipios a desarrollar un planeamiento urbanístico vigente hasta los años 80.

## Biografía
Nació en la calle del Pino de Barcelona, era el segundo de cuatro hermanos fruto del matrimonio de Joaquim Raspall i Masferrer, un indiano que había tenido un negocio de cacao y chocolate en La Habana, y de Mercè Mayol, hija de can Mayol de la plaza situada en la calle de los Baños de La Garriga.
El 22 de febrero de 1906 se casó con Esperanza Linares. Murió, sin dejar descendencia, en su casa de La Garriga el 15 de septiembre de 1937 y fue enterrado al cementerio de la Doma.

## Estudios
Tras estudiar al parvulario, de una cierta renovación pedagógica, de Amelia Sui, fue al colegio de Ignacio Ramón Miró, dónde destaca por su interés por la escultura. Asistió a clases de dibujo y escultura con Peregrino Talarn, hijo del escultor Domènec Talarn. Acabó el bachillerato con catorce años en 1891.
Manuel  Raspall decidió estudiar arquitectura a la fiesta de la colocación de la primera piedra del monumento a Colon, obra de su primo Cayetano Buigas, fiesta a la que asistieron el alcalde Francisco de Paula Rius y Taulet y el obispo de Barcelona Jaime Catalá.

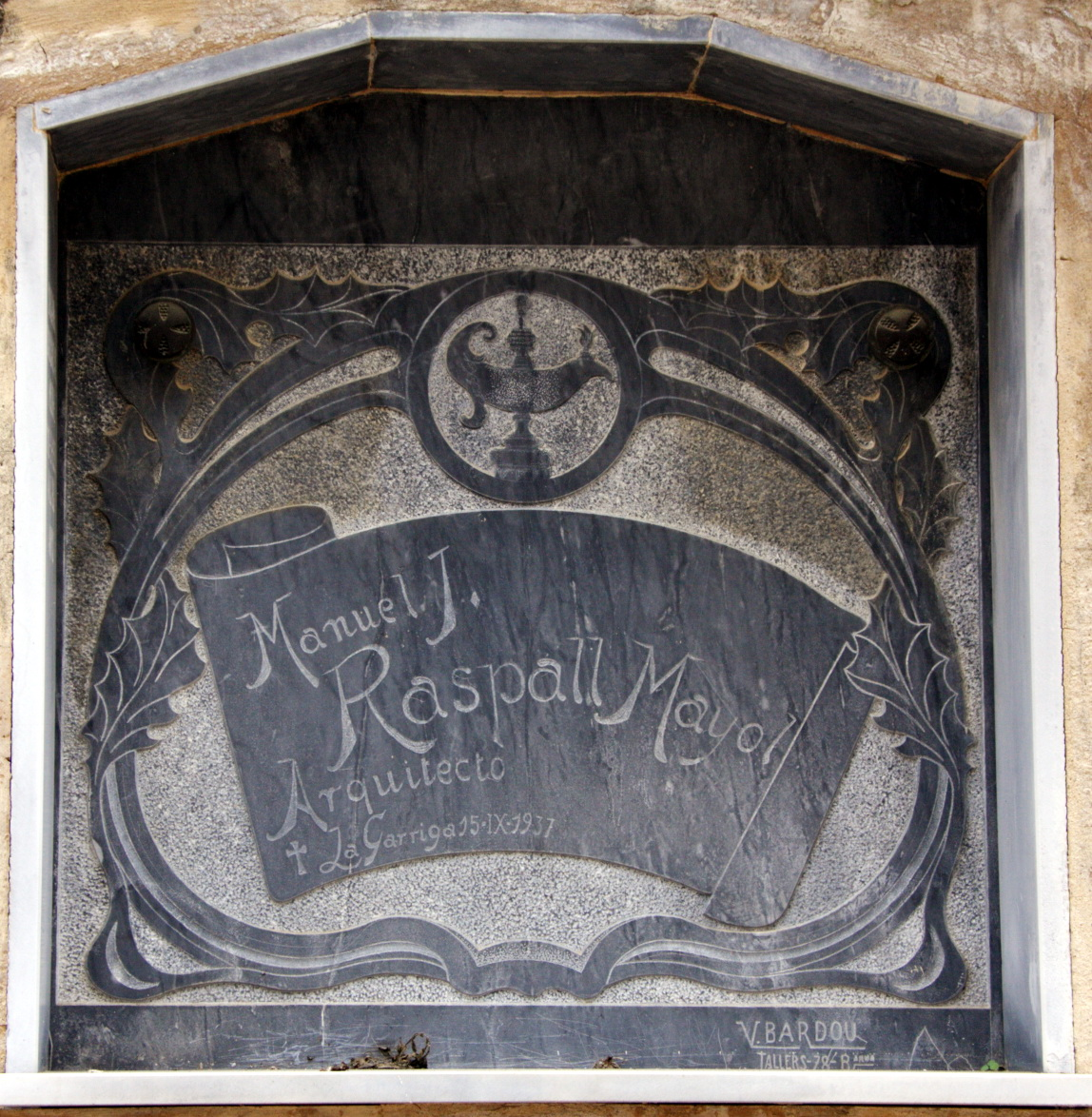
Tumba de Raspall en la Doma

Estudió arquitectura en la Escuela Técnica Superior de Arquitectura de Barcelona entre el 1891 y 1904, donde fue discípulo de algunos de los arquitectos de la primera generación modernista Lluís Domènech i Montaner y Josep Puig i Cadafalch. En 1898, participó a la Exposición de Bellas Artes de Barcelona con unas acuarelas.
Entre sus trabajos privados, destaca la reforma de Millet Park, una antigua masía, entre 1908 y 1909. Un edificio con más de 5500 m², 18 habitaciones individuales, y 37 dobles.